# Convocazioni per il Campionato europeo maschile di pallacanestro 2017
Elenco dei giocatori convocati da ciascuna Nazionale partecipante al Campionato europeo maschile di pallacanestro 2017.
Il simbolo  indica il capitano della squadra.
L'età è stata calcolata alla data di apertura del torneo.

## Gruppo A

### Polonia
| La selezione è composta da:: \| N. \| Giocatore \| Ruolo \| Data di nascita (età)* \| Altezza* \| Squadra 2016-2017 \| \| -- \| -------------------- \| ----- \| -------------------------- \| -------- \| ----------------- \| \| 3 \| Michał Sokołowski \| AP \| 11 dicembre 1992 (24 anni) \| 1,96 m \| Rosa Radom \| \| 5 \| Aaron Cel \| AG \| 4 marzo 1987 (30 anni) \| 2,03 m \| BCM Gravelines \| \| 6 \| A. J. Slaughter \| P \| 3 agosto 1987 (30 anni) \| 1,92 m \| Strasburgo \| \| 7 \| Damian Kulig \| AG \| 23 giugno 1987 (30 anni) \| 2,06 m \| Bandırma Banvit \| \| 8 \| Przemysław Zamojski \| G \| 16 dicembre 1986 (30 anni) \| 1,93 m \| Zielona Góra \| \| 9 \| Mateusz Ponitka \| G \| 29 agosto 1993 (24 anni) \| 1,97 m \| Karşıyaka \| \| 12 \| Adam Waczyński \| AP \| 15 ottobre 1989 (27 anni) \| 1,99 m \| Málaga \| \| 15 \| Łukasz Koszarek \| P \| 12 gennaio 1984 (33 anni) \| 1,87 m \| Zielona Góra \| \| 21 \| Tomasz Gielo \| AP \| 4 gennaio 1993 (24 anni) \| 2,01 m \| Joventut Badalona \| \| 24 \| Przemysław Karnowski \| C \| 8 novembre 1993 (23 anni) \| 2,16 m \| Gonzaga Bulldogs \| \| 33 \| Karol Gruszecki \| G \| 4 novembre 1989 (27 anni) \| 1,93 m \| Zielona Góra \| \| 34 \| Adam Hrycaniuk \| C \| 15 marzo 1984 (33 anni) \| 2,06 m \| Zielona Góra \| * Statura media: 1,99 m, età media: 28 anni. Allenatore: Mike Taylor Assistenti: Wojciech Kaminski, Krzysztof Szablowski |                      |       |                            |          |                   |
| N. | Giocatore            | Ruolo | Data di nascita (età)*     | Altezza* | Squadra 2016-2017 |
| 3 | Michał Sokołowski    | AP    | 11 dicembre 1992 (24 anni) | 1,96 m   | Rosa Radom        |
| 5 | Aaron Cel            | AG    | 4 marzo 1987 (30 anni)     | 2,03 m   | BCM Gravelines    |
| 6 | A. J. Slaughter      | P     | 3 agosto 1987 (30 anni)    | 1,92 m   | Strasburgo        |
| 7 | Damian Kulig         | AG    | 23 giugno 1987 (30 anni)   | 2,06 m   | Bandırma Banvit   |
| 8 | Przemysław Zamojski  | G     | 16 dicembre 1986 (30 anni) | 1,93 m   | Zielona Góra      |
| 9 | Mateusz Ponitka      | G     | 29 agosto 1993 (24 anni)   | 1,97 m   | Karşıyaka         |
| 12 | Adam Waczyński       | AP    | 15 ottobre 1989 (27 anni)  | 1,99 m   | Málaga            |
| 15 | Łukasz Koszarek      | P     | 12 gennaio 1984 (33 anni)  | 1,87 m   | Zielona Góra      |
| 21 | Tomasz Gielo         | AP    | 4 gennaio 1993 (24 anni)   | 2,01 m   | Joventut Badalona |
| 24 | Przemysław Karnowski | C     | 8 novembre 1993 (23 anni)  | 2,16 m   | Gonzaga Bulldogs  |
| 33 | Karol Gruszecki      | G     | 4 novembre 1989 (27 anni)  | 1,93 m   | Zielona Góra      |
| 34 | Adam Hrycaniuk       | C     | 15 marzo 1984 (33 anni)    | 2,06 m   | Zielona Góra      |

### Grecia
| La selezione è composta da:: \| N. \| Giocatore \| Ruolo \| Data di nascita (età)* \| Altezza* \| Squadra 2016-2017 \| \| -- \| ---------------------- \| ----- \| -------------------------- \| -------- \| ----------------- \| \| 8 \| Nick Calathes \| P \| 22 febbraio 1989 (28 anni) \| 1,98 m \| Panathīnaïkos \| \| 9 \| Ioannis Bourousis \| C \| 17 novembre 1983 (33 anni) \| 2,15 m \| Panathīnaïkos \| \| 10 \| Konstantínos Sloúkas \| PG \| 15 gennaio 1990 (27 anni) \| 1,92 m \| Fenerbahçe \| \| 11 \| Nikos Pappas \| G \| 11 luglio 1990 (27 anni) \| 1,94 m \| Panathīnaïkos \| \| 14 \| Giōrgos Papagiannīs \| C \| 3 luglio 1997 (20 anni) \| 2,17 m \| Sacramento Kings \| \| 15 \| Giōrgos Printezīs \| AG \| 22 febbraio 1985 (32 anni) \| 2,06 m \| Olympiakos \| \| 16 \| Kōstas Papanikolaou \| AP \| 1º agosto 1990 (27 anni) \| 2,03 m \| Olympiakos \| \| 17 \| Vaggelīs Mantzarīs \| G \| 16 aprile 1990 (27 anni) \| 1,96 m \| Olympiakos \| \| 18 \| Dīmītrīs Agravanīs \| C \| 20 dicembre 1994 (22 anni) \| 2,08 m \| Olympiakos \| \| 19 \| Iōannīs Papapetrou \| A \| 30 marzo 1994 (23 anni) \| 2,06 m \| Olympiakos \| \| 31 \| Georgios Bogris \| C \| 19 febbraio 1989 (28 anni) \| 2,10 m \| Canarias Tenerife \| \| 43 \| Thanasīs Antetokounmpo \| AP \| 18 luglio 1992 (25 anni) \| 2,01 m \| Andorra \| * Statura media: 2,04 m, età media: 27 anni. Allenatore: Kōstas Missas Assistenti: Vasileios Geragotellis, Adamantios Panagiotopoulos, Thanasis Skourtopoulos |                        |       |                            |          |                   |
| N. | Giocatore              | Ruolo | Data di nascita (età)*     | Altezza* | Squadra 2016-2017 |
| 8 | Nick Calathes          | P     | 22 febbraio 1989 (28 anni) | 1,98 m   | Panathīnaïkos     |
| 9 | Ioannis Bourousis      | C     | 17 novembre 1983 (33 anni) | 2,15 m   | Panathīnaïkos     |
| 10 | Konstantínos Sloúkas   | PG    | 15 gennaio 1990 (27 anni)  | 1,92 m   | Fenerbahçe        |
| 11 | Nikos Pappas           | G     | 11 luglio 1990 (27 anni)   | 1,94 m   | Panathīnaïkos     |
| 14 | Giōrgos Papagiannīs    | C     | 3 luglio 1997 (20 anni)    | 2,17 m   | Sacramento Kings  |
| 15 | Giōrgos Printezīs      | AG    | 22 febbraio 1985 (32 anni) | 2,06 m   | Olympiakos        |
| 16 | Kōstas Papanikolaou    | AP    | 1º agosto 1990 (27 anni)   | 2,03 m   | Olympiakos        |
| 17 | Vaggelīs Mantzarīs     | G     | 16 aprile 1990 (27 anni)   | 1,96 m   | Olympiakos        |
| 18 | Dīmītrīs Agravanīs     | C     | 20 dicembre 1994 (22 anni) | 2,08 m   | Olympiakos        |
| 19 | Iōannīs Papapetrou     | A     | 30 marzo 1994 (23 anni)    | 2,06 m   | Olympiakos        |
| 31 | Georgios Bogris        | C     | 19 febbraio 1989 (28 anni) | 2,10 m   | Canarias Tenerife |
| 43 | Thanasīs Antetokounmpo | AP    | 18 luglio 1992 (25 anni)   | 2,01 m   | Andorra           |

### Francia
| La selezione è composta da:: \| N. \| Giocatore \| Ruolo \| Data di nascita (età)* \| Altezza* \| Squadra 2016-2017 \| \| -- \| ----------------- \| ----- \| --------------------------- \| -------- \| ----------------- \| \| 1 \| Kevin Séraphin \| C \| 7 dicembre 1989 (27 anni) \| 2,06 m \| Indiana Pacers \| \| 4 \| Thomas Heurtel \| G \| 10 aprile 1989 (28 anni) \| 1,88 m \| Anadolu Efes \| \| 6 \| Antoine Diot \| PG \| 17 gennaio 1989 (28 anni) \| 1,93 m \| Valencia \| \| 7 \| Joffrey Lauvergne \| AG \| 30 settembre 1991 (25 anni) \| 2,10 m \| Oklahoma Thunder \| \| 10 \| Evan Fournier \| G \| 29 ottobre 1992 (24 anni) \| 2,00 m \| Orlando Magic \| \| 12 \| Nando de Colo \| PG \| 23 giugno 1987 (30 anni) \| 1,96 m \| CSKA Mosca \| \| 13 \| Boris Diaw \| A \| 16 aprile 1982 (35 anni) \| 2,05 m \| Utah Jazz \| \| 15 \| Léo Westermann \| P \| 24 luglio 1992 (25 anni) \| 1,97 m \| Žalgiris Kaunas \| \| 17 \| Vincent Poirier \| C \| 16 ottobre 1993 (23 anni) \| 2,13 m \| INSEP \| \| 25 \| Louis Labeyrie \| C \| 11 febbraio 1992 (25 anni) \| 2,09 m \| Metropolitans 92 \| \| 33 \| Axel Toupane \| AP \| 23 luglio 1992 (25 anni) \| 2,01 m \| Raptors 905 \| \| 91 \| Edwin Jackson \| G \| 18 settembre 1989 (27 anni) \| 1,90 m \| Estudiantes \| * Statura media: 2,01 m, età media: 27 anni. Allenatore: Vincent Collet Assistenti: Pascal Donnadieu, Laurent Foirest, Ruddy Nelhomme |                   |       |                             |          |                   |
| N. | Giocatore         | Ruolo | Data di nascita (età)*      | Altezza* | Squadra 2016-2017 |
| 1 | Kevin Séraphin    | C     | 7 dicembre 1989 (27 anni)   | 2,06 m   | Indiana Pacers    |
| 4 | Thomas Heurtel    | G     | 10 aprile 1989 (28 anni)    | 1,88 m   | Anadolu Efes      |
| 6 | Antoine Diot      | PG    | 17 gennaio 1989 (28 anni)   | 1,93 m   | Valencia          |
| 7 | Joffrey Lauvergne | AG    | 30 settembre 1991 (25 anni) | 2,10 m   | Oklahoma Thunder  |
| 10 | Evan Fournier     | G     | 29 ottobre 1992 (24 anni)   | 2,00 m   | Orlando Magic     |
| 12 | Nando de Colo     | PG    | 23 giugno 1987 (30 anni)    | 1,96 m   | CSKA Mosca        |
| 13 | Boris Diaw        | A     | 16 aprile 1982 (35 anni)    | 2,05 m   | Utah Jazz         |
| 15 | Léo Westermann    | P     | 24 luglio 1992 (25 anni)    | 1,97 m   | Žalgiris Kaunas   |
| 17 | Vincent Poirier   | C     | 16 ottobre 1993 (23 anni)   | 2,13 m   | INSEP             |
| 25 | Louis Labeyrie    | C     | 11 febbraio 1992 (25 anni)  | 2,09 m   | Metropolitans 92  |
| 33 | Axel Toupane      | AP    | 23 luglio 1992 (25 anni)    | 2,01 m   | Raptors 905       |
| 91 | Edwin Jackson     | G     | 18 settembre 1989 (27 anni) | 1,90 m   | Estudiantes       |

### Finlandia
| La selezione, comunicata il 30 agosto, è composta da:: \| N. \| Giocatore \| Ruolo \| Data di nascita (età)* \| Altezza* \| Squadra 2016-2017 \| \| -- \| --------------- \| ----- \| -------------------------- \| -------- \| ------------------ \| \| 4 \| Mikko Koivisto \| P \| 18 aprile 1987 (30 anni) \| 1,94 m \| Vilpas Vikings \| \| 7 \| Shawn Huff \| AP \| 5 maggio 1984 (33 anni) \| 1,98 m \| Le Portel \| \| 8 \| Gerald Lee \| C \| 23 novembre 1987 (29 anni) \| 2,08 m \| Helsinki Seagulls \| \| 9 \| Sasu Salin \| PG \| 11 giugno 1991 (26 anni) \| 1,91 m \| Gran Canaria \| \| 10 \| Tuukka Kotti \| AC \| 18 marzo 1981 (36 anni) \| 2,05 m \| Crailsheim Merlins \| \| 11 \| Petteri Koponen \| PG \| 13 aprile 1988 (29 anni) \| 1,94 m \| Barcellona \| \| 12 \| Matti Nuutinen \| AP \| 6 maggio 1990 (27 anni) \| 2,00 m \| Roanne \| \| 15 \| Teemu Rannikko \| P \| 9 settembre 1980 (36 anni) \| 1,89 m \| Joensuun Kataja \| \| 22 \| Carl Lindbom \| AG \| 10 novembre 1991 (25 anni) \| 2,06 m \| Helsinki Seagulls \| \| 23 \| Lauri Markkanen \| C \| 22 maggio 1997 (20 anni) \| 2,13 m \| Arizona Wildcats \| \| 31 \| Jamar Wilson \| P \| 22 febbraio 1984 (33 anni) \| 1,85 m \| Estudiantes \| \| 33 \| Erik Murphy \| AC \| 26 ottobre 1990 (26 anni) \| 2,08 m \| Strasburgo \| * Statura media: 1,99 m, età media: 29 anni. Allenatore: Henrik Dettmann Assistenti: Mikko Larkas, Jukka Toijala, Lassi Tuovi |                 |       |                            |          |                    |
| N. | Giocatore       | Ruolo | Data di nascita (età)*     | Altezza* | Squadra 2016-2017  |
| 4 | Mikko Koivisto  | P     | 18 aprile 1987 (30 anni)   | 1,94 m   | Vilpas Vikings     |
| 7 | Shawn Huff      | AP    | 5 maggio 1984 (33 anni)    | 1,98 m   | Le Portel          |
| 8 | Gerald Lee      | C     | 23 novembre 1987 (29 anni) | 2,08 m   | Helsinki Seagulls  |
| 9 | Sasu Salin      | PG    | 11 giugno 1991 (26 anni)   | 1,91 m   | Gran Canaria       |
| 10 | Tuukka Kotti    | AC    | 18 marzo 1981 (36 anni)    | 2,05 m   | Crailsheim Merlins |
| 11 | Petteri Koponen | PG    | 13 aprile 1988 (29 anni)   | 1,94 m   | Barcellona         |
| 12 | Matti Nuutinen  | AP    | 6 maggio 1990 (27 anni)    | 2,00 m   | Roanne             |
| 15 | Teemu Rannikko  | P     | 9 settembre 1980 (36 anni) | 1,89 m   | Joensuun Kataja    |
| 22 | Carl Lindbom    | AG    | 10 novembre 1991 (25 anni) | 2,06 m   | Helsinki Seagulls  |
| 23 | Lauri Markkanen | C     | 22 maggio 1997 (20 anni)   | 2,13 m   | Arizona Wildcats   |
| 31 | Jamar Wilson    | P     | 22 febbraio 1984 (33 anni) | 1,85 m   | Estudiantes        |
| 33 | Erik Murphy     | AC    | 26 ottobre 1990 (26 anni)  | 2,08 m   | Strasburgo         |

### Islanda
| La selezione è composta da:: \| N. \| Giocatore \| Ruolo \| Data di nascita (età)* \| Altezza* \| Squadra 2016-2017 \| \| -- \| --------------------- \| ----- \| --------------------------- \| -------- \| -------------------- \| \| 1 \| Martin Hermannsson \| P \| 16 settembre 1994 (22 anni) \| 1,94 m \| Charleville-Mézières \| \| 3 \| Ægir Steinarsson \| P \| 10 maggio 1991 (26 anni) \| 1,82 m \| S.P. Burgos \| \| 6 \| Kristófer Acox \| C \| 13 ottobre 1993 (23 anni) \| 1,96 m \| KR Reykjavík \| \| 8 \| Hlynur Bæringsson \| AP \| 6 luglio 1982 (35 anni) \| 2,00 m \| Stjarnan \| \| 9 \| Jón Stefánsson \| G \| 21 settembre 1982 (34 anni) \| 1,96 m \| KR Reykjavík \| \| 10 \| Elvar Friðriksson \| P \| 11 novembre 1994 (22 anni) \| 1,82 m \| Barry Buccaneers \| \| 13 \| Hörður Vilhjálmsson \| G \| 18 dicembre 1988 (28 anni) \| 1,94 m \| Kleb Ferrara \| \| 14 \| Logi Gunnarsson \| P \| 5 settembre 1981 (35 anni) \| 1,92 m \| UMF Njarðvíkur \| \| 15 \| Pavel Ermolinskij \| A \| 25 gennaio 1987 (30 anni) \| 2,02 m \| KR Reykjavík \| \| 24 \| Haukur Pálsson \| AP \| 18 maggio 1992 (25 anni) \| 1,98 m \| Rouen \| \| 34 \| Tryggvi Hlinason \| C \| 28 ottobre 1997 (19 anni) \| 2,16 m \| Þór Akureyri \| \| 88 \| Brynjar Þór Björnsson \| P \| 11 luglio 1988 (29 anni) \| 1,92 m \| KR Reykjavík \| * Statura media: 1,95 m, età media: 28 anni. Allenatore: Craig Pedersen Assistenti: Arnar Gudjonsson, Finnur Stefánsson, Skuli Thorarinsson |                       |       |                             |          |                      |
| N. | Giocatore             | Ruolo | Data di nascita (età)*      | Altezza* | Squadra 2016-2017    |
| 1 | Martin Hermannsson    | P     | 16 settembre 1994 (22 anni) | 1,94 m   | Charleville-Mézières |
| 3 | Ægir Steinarsson      | P     | 10 maggio 1991 (26 anni)    | 1,82 m   | S.P. Burgos          |
| 6 | Kristófer Acox        | C     | 13 ottobre 1993 (23 anni)   | 1,96 m   | KR Reykjavík         |
| 8 | Hlynur Bæringsson     | AP    | 6 luglio 1982 (35 anni)     | 2,00 m   | Stjarnan             |
| 9 | Jón Stefánsson        | G     | 21 settembre 1982 (34 anni) | 1,96 m   | KR Reykjavík         |
| 10 | Elvar Friðriksson     | P     | 11 novembre 1994 (22 anni)  | 1,82 m   | Barry Buccaneers     |
| 13 | Hörður Vilhjálmsson   | G     | 18 dicembre 1988 (28 anni)  | 1,94 m   | Kleb Ferrara         |
| 14 | Logi Gunnarsson       | P     | 5 settembre 1981 (35 anni)  | 1,92 m   | UMF Njarðvíkur       |
| 15 | Pavel Ermolinskij     | A     | 25 gennaio 1987 (30 anni)   | 2,02 m   | KR Reykjavík         |
| 24 | Haukur Pálsson        | AP    | 18 maggio 1992 (25 anni)    | 1,98 m   | Rouen                |
| 34 | Tryggvi Hlinason      | C     | 28 ottobre 1997 (19 anni)   | 2,16 m   | Þór Akureyri         |
| 88 | Brynjar Þór Björnsson | P     | 11 luglio 1988 (29 anni)    | 1,92 m   | KR Reykjavík         |

### Slovenia
| La selezione, comunicata il 28 agosto, è composta da:: \| N. \| Giocatore \| Ruolo \| Data di nascita (età)* \| Altezza* \| Squadra 2016-2017 \| \| -- \| ---------------- \| ----- \| --------------------------- \| -------- \| ----------------- \| \| 0 \| Anthony Randolph \| AC \| 15 luglio 1989 (28 anni) \| 2,11 m \| Real Madrid \| \| 1 \| Matic Rebec \| P \| 24 gennaio 1995 (22 anni) \| 1,80 m \| Krka Novo mesto \| \| 3 \| Goran Dragić \| PG \| 6 maggio 1986 (31 anni) \| 1,94 m \| Miami Heat \| \| 6 \| Aleksej Nikolić \| P \| 21 febbraio 1995 (22 anni) \| 1,91 m \| Baunach \| \| 7 \| Klemen Prepelič \| G \| 20 ottobre 1992 (24 anni) \| 1,91 m \| Limoges CSP \| \| 8 \| Edo Murić \| A \| 27 novembre 1991 (25 anni) \| 2,02 m \| Bandırma Banvit \| \| 11 \| Jaka Blažič \| G \| 30 giugno 1990 (27 anni) \| 1,96 m \| Saski Baskonia \| \| 14 \| Gašper Vidmar \| AC \| 14 settembre 1987 (29 anni) \| 2,11 m \| Bandırma Banvit \| \| 17 \| Saša Zagorac \| AC \| 1º gennaio 1984 (33 anni) \| 2,06 m \| Parma Perm' \| \| 22 \| Žiga Dimec \| C \| 20 febbraio 1993 (24 anni) \| 2,11 m \| Krka Novo mesto \| \| 31 \| Vlatko Čančar \| AP \| 10 aprile 1997 (20 anni) \| 2,03 m \| Mega Belgrado \| \| 77 \| Luka Dončić \| G \| 28 febbraio 1999 (18 anni) \| 2,01 m \| Real Madrid \| * Statura media: 2,00 m, età media: 25 anni. Allenatore: Igor Kokoškov Assistenti: Jaka Lakovič, Aleksander Sekulić, Radovan Trifunovič |                  |       |                             |          |                   |
| N. | Giocatore        | Ruolo | Data di nascita (età)*      | Altezza* | Squadra 2016-2017 |
| 0 | Anthony Randolph | AC    | 15 luglio 1989 (28 anni)    | 2,11 m   | Real Madrid       |
| 1 | Matic Rebec      | P     | 24 gennaio 1995 (22 anni)   | 1,80 m   | Krka Novo mesto   |
| 3 | Goran Dragić     | PG    | 6 maggio 1986 (31 anni)     | 1,94 m   | Miami Heat        |
| 6 | Aleksej Nikolić  | P     | 21 febbraio 1995 (22 anni)  | 1,91 m   | Baunach           |
| 7 | Klemen Prepelič  | G     | 20 ottobre 1992 (24 anni)   | 1,91 m   | Limoges CSP       |
| 8 | Edo Murić        | A     | 27 novembre 1991 (25 anni)  | 2,02 m   | Bandırma Banvit   |
| 11 | Jaka Blažič      | G     | 30 giugno 1990 (27 anni)    | 1,96 m   | Saski Baskonia    |
| 14 | Gašper Vidmar    | AC    | 14 settembre 1987 (29 anni) | 2,11 m   | Bandırma Banvit   |
| 17 | Saša Zagorac     | AC    | 1º gennaio 1984 (33 anni)   | 2,06 m   | Parma Perm'       |
| 22 | Žiga Dimec       | C     | 20 febbraio 1993 (24 anni)  | 2,11 m   | Krka Novo mesto   |
| 31 | Vlatko Čančar    | AP    | 10 aprile 1997 (20 anni)    | 2,03 m   | Mega Belgrado     |
| 77 | Luka Dončić      | G     | 28 febbraio 1999 (18 anni)  | 2,01 m   | Real Madrid       |

## Gruppo B

### Ucraina
| La selezione, comunicata il 29 agosto, è composta da:: \| N. \| Giocatore \| Ruolo \| Data di nascita (età)* \| Altezza* \| Squadra 2016-2017 \| \| -- \| ------------------- \| ----- \| --------------------------- \| -------- \| ------------------ \| \| 4 \| Maksym Pustozvonov \| G \| 16 aprile 1987 (30 anni) \| 1,99 m \| U Cluj \| \| 5 \| Oleksandr Kol'čenko \| G \| 20 settembre 1988 (28 anni) \| 1,95 m \| Čerkasy Mavpy \| \| 7 \| Denys Lukašov \| P \| 30 aprile 1989 (28 anni) \| 1,90 m \| Enisey Krasnojarsk \| \| 9 \| Ruslan Otverčenko \| G \| 6 gennaio 1990 (27 anni) \| 1,92 m \| Budivelnyk Kiev \| \| 11 \| Oleksandr Lypovyj \| G \| 9 ottobre 1991 (25 anni) \| 2,00 m \| Aries Trikala \| \| 12 \| Maksym Kornijenko \| AC \| 26 giugno 1987 (30 anni) \| 2,05 m \| Akademik Sofia \| \| 13 \| V"jačeslav Bobrov \| A \| 19 settembre 1992 (24 anni) \| 2,03 m \| Pieno žvaigždės \| \| 14 \| Ihor Zajcev \| C \| 11 maggio 1989 (28 anni) \| 2,10 m \| Rosa Radom \| \| 15 \| V"jačeslav Kravcov \| C \| 25 agosto 1987 (30 anni) \| 2,13 m \| Valencia \| \| 23 \| Artem Pustovyj \| C \| 25 giugno 1992 (25 anni) \| 2,16 m \| Obradoiro \| \| 24 \| Volodymyr Konjev \| AP \| 18 giugno 1989 (28 anni) \| 2,03 m \| Chimik Južnyj \| \| 31 \| Oleksandr Mišula \| P \| 18 aprile 1992 (25 anni) \| 1,88 m \| Dnipro \| * Statura media: 2,01 m, età media: 27 anni. Allenatore: Jevhen Murzin Assistenti: Oleksandr Lochmančuk, Oleg Yushkin |                     |       |                             |          |                    |
| N. | Giocatore           | Ruolo | Data di nascita (età)*      | Altezza* | Squadra 2016-2017  |
| 4 | Maksym Pustozvonov  | G     | 16 aprile 1987 (30 anni)    | 1,99 m   | U Cluj             |
| 5 | Oleksandr Kol'čenko | G     | 20 settembre 1988 (28 anni) | 1,95 m   | Čerkasy Mavpy      |
| 7 | Denys Lukašov       | P     | 30 aprile 1989 (28 anni)    | 1,90 m   | Enisey Krasnojarsk |
| 9 | Ruslan Otverčenko   | G     | 6 gennaio 1990 (27 anni)    | 1,92 m   | Budivelnyk Kiev    |
| 11 | Oleksandr Lypovyj   | G     | 9 ottobre 1991 (25 anni)    | 2,00 m   | Aries Trikala      |
| 12 | Maksym Kornijenko   | AC    | 26 giugno 1987 (30 anni)    | 2,05 m   | Akademik Sofia     |
| 13 | V"jačeslav Bobrov   | A     | 19 settembre 1992 (24 anni) | 2,03 m   | Pieno žvaigždės    |
| 14 | Ihor Zajcev         | C     | 11 maggio 1989 (28 anni)    | 2,10 m   | Rosa Radom         |
| 15 | V"jačeslav Kravcov  | C     | 25 agosto 1987 (30 anni)    | 2,13 m   | Valencia           |
| 23 | Artem Pustovyj      | C     | 25 giugno 1992 (25 anni)    | 2,16 m   | Obradoiro          |
| 24 | Volodymyr Konjev    | AP    | 18 giugno 1989 (28 anni)    | 2,03 m   | Chimik Južnyj      |
| 31 | Oleksandr Mišula    | P     | 18 aprile 1992 (25 anni)    | 1,88 m   | Dnipro             |

### Israele
| La selezione, comunicata il 29 agosto, è composta da:: \| N. \| Giocatore \| Ruolo \| Data di nascita (età)* \| Altezza* \| Squadra 2016-2017 \| \| -- \| -------------- \| ----- \| --------------------------- \| -------- \| ---------------------- \| \| 1 \| Richard Howell \| C \| 26 settembre 1990 (26 anni) \| 2,06 m \| H. Gerusalemme \| \| 6 \| Shawn Dawson \| AP \| 12 dicembre 1993 (23 anni) \| 1,98 m \| Mac. Rishon LeZion \| \| 7 \| Gal Mekel \| P \| 4 marzo 1988 (29 anni) \| 1,92 m \| Maccabi Tel Aviv \| \| 8 \| Lior Eliyahu \| A \| 9 settembre 1985 (31 anni) \| 2,03 m \| H. Gerusalemme \| \| 9 \| Omri Casspi \| A \| 22 giugno 1988 (29 anni) \| 1,98 m \| Minnesota T'wolves[13] \| \| 10 \| Guy Pnini \| AP \| 4 settembre 1983 (33 anni) \| 2,01 m \| Maccabi Tel Aviv \| \| 11 \| Elishay Kadir \| AG \| 4 novembre 1987 (29 anni) \| 2,02 m \| Mac. Rishon LeZion \| \| 12 \| Yotam Halperin \| G \| 24 gennaio 1984 (33 anni) \| 1,93 m \| H. Gerusalemme \| \| 14 \| Oz Blayzer \| AG \| 29 dicembre 1992 (24 anni) \| 1,99 m \| Maccabi Haifa \| \| 15 \| Bar Timor \| G \| 2 marzo 1992 (25 anni) \| 1,92 m \| H. Gerusalemme \| \| 20 \| Idan Zalmanson \| C \| 18 aprile 1995 (22 anni) \| 2,06 m \| Mac. Rishon LeZion \| \| 21 \| Yogev Ohayon \| P \| 24 aprile 1987 (30 anni) \| 1,86 m \| Maccabi Tel Aviv \| * Statura media: 1,98 m, età media: 28 anni. Allenatore: Erez Edelstein Assistenti: Dan Shamir, Alon Stein |                |       |                             |          |                    |
| N. | Giocatore      | Ruolo | Data di nascita (età)*      | Altezza* | Squadra 2016-2017  |
| 1 | Richard Howell | C     | 26 settembre 1990 (26 anni) | 2,06 m   | H. Gerusalemme     |
| 6 | Shawn Dawson   | AP    | 12 dicembre 1993 (23 anni)  | 1,98 m   | Mac. Rishon LeZion |
| 7 | Gal Mekel      | P     | 4 marzo 1988 (29 anni)      | 1,92 m   | Maccabi Tel Aviv   |
| 8 | Lior Eliyahu   | A     | 9 settembre 1985 (31 anni)  | 2,03 m   | H. Gerusalemme     |
| 9 | Omri Casspi    | A     | 22 giugno 1988 (29 anni)    | 1,98 m   | Minnesota T'wolves |
| 10 | Guy Pnini      | AP    | 4 settembre 1983 (33 anni)  | 2,01 m   | Maccabi Tel Aviv   |
| 11 | Elishay Kadir  | AG    | 4 novembre 1987 (29 anni)   | 2,02 m   | Mac. Rishon LeZion |
| 12 | Yotam Halperin | G     | 24 gennaio 1984 (33 anni)   | 1,93 m   | H. Gerusalemme     |
| 14 | Oz Blayzer     | AG    | 29 dicembre 1992 (24 anni)  | 1,99 m   | Maccabi Haifa      |
| 15 | Bar Timor      | G     | 2 marzo 1992 (25 anni)      | 1,92 m   | H. Gerusalemme     |
| 20 | Idan Zalmanson | C     | 18 aprile 1995 (22 anni)    | 2,06 m   | Mac. Rishon LeZion |
| 21 | Yogev Ohayon   | P     | 24 aprile 1987 (30 anni)    | 1,86 m   | Maccabi Tel Aviv   |

### Lituania
| La selezione, comunicata il 22 agosto. Dopo l'infortunio di Lukas Lekavičius, sostituito da Adas Juškevičius, la squadra è composta da:: \| N. \| Giocatore \| Ruolo \| Data di nascita (età)* \| Altezza* \| Squadra 2016-2017 \| \| -- \| -------------------- \| ----- \| --------------------------- \| -------- \| ----------------- \| \| 5 \| Mantas Kalnietis \| PG \| 6 settembre 1986 (30 anni) \| 1,95 m \| Olimpia Milano \| \| 7 \| Adas Juškevičius \| G \| 3 gennaio 1989 (28 anni) \| 1,94 m \| Saragozza \| \| 8 \| Jonas Mačiulis \| AP \| 10 febbraio 1985 (32 anni) \| 1,98 m \| Real Madrid \| \| 13 \| Martynas Gecevičius \| G \| 16 maggio 1988 (29 anni) \| 1,93 m \| Saragozza \| \| 17 \| Jonas Valančiūnas \| C \| 6 maggio 1992 (25 anni) \| 2,11 m \| Toronto Raptors \| \| 19 \| Mindaugas Kuzminskas \| AP \| 19 ottobre 1989 (27 anni) \| 2,04 m \| N.Y. Knicks \| \| 20 \| Donatas Motiejūnas \| PA \| 20 settembre 1990 (26 anni) \| 2,13 m \| N.O. Pelicans \| \| 21 \| Artūras Milaknis \| G \| 16 giugno 1986 (31 anni) \| 1,95 m \| Žalgiris Kaunas \| \| 22 \| Eimantas Bendžius \| AP \| 23 aprile 1990 (27 anni) \| 2,03 m \| Obradoiro \| \| 40 \| Marius Grigonis \| AP \| 26 aprile 1994 (23 anni) \| 1,98 m \| Canarias Tenerife \| \| 77 \| Artūras Gudaitis \| C \| 19 giugno 1993 (24 anni) \| 2,11 m \| Lietuvos rytas \| \| 92 \| Edgaras Ulanovas \| G \| 7 gennaio 1992 (25 anni) \| 1,98 m \| Žalgiris Kaunas \| * Statura media: 2,01 m, età media: 27 anni. Allenatore: Dainius Adomaitis Assistenti: Benas Matkevicius, Ramūnas Šiškauskas |                      |       |                             |          |                   |
| N. | Giocatore            | Ruolo | Data di nascita (età)*      | Altezza* | Squadra 2016-2017 |
| 5 | Mantas Kalnietis     | PG    | 6 settembre 1986 (30 anni)  | 1,95 m   | Olimpia Milano    |
| 7 | Adas Juškevičius     | G     | 3 gennaio 1989 (28 anni)    | 1,94 m   | Saragozza         |
| 8 | Jonas Mačiulis       | AP    | 10 febbraio 1985 (32 anni)  | 1,98 m   | Real Madrid       |
| 13 | Martynas Gecevičius  | G     | 16 maggio 1988 (29 anni)    | 1,93 m   | Saragozza         |
| 17 | Jonas Valančiūnas    | C     | 6 maggio 1992 (25 anni)     | 2,11 m   | Toronto Raptors   |
| 19 | Mindaugas Kuzminskas | AP    | 19 ottobre 1989 (27 anni)   | 2,04 m   | N.Y. Knicks       |
| 20 | Donatas Motiejūnas   | PA    | 20 settembre 1990 (26 anni) | 2,13 m   | N.O. Pelicans     |
| 21 | Artūras Milaknis     | G     | 16 giugno 1986 (31 anni)    | 1,95 m   | Žalgiris Kaunas   |
| 22 | Eimantas Bendžius    | AP    | 23 aprile 1990 (27 anni)    | 2,03 m   | Obradoiro         |
| 40 | Marius Grigonis      | AP    | 26 aprile 1994 (23 anni)    | 1,98 m   | Canarias Tenerife |
| 77 | Artūras Gudaitis     | C     | 19 giugno 1993 (24 anni)    | 2,11 m   | Lietuvos rytas    |
| 92 | Edgaras Ulanovas     | G     | 7 gennaio 1992 (25 anni)    | 1,98 m   | Žalgiris Kaunas   |

### Georgia
| La selezione, comunicata il 29 agosto, è composta da:: \| N. \| Giocatore \| Ruolo \| Data di nascita (età)* \| Altezza* \| Squadra 2016-2017 \| \| -- \| --------------------- \| ----- \| --------------------------- \| -------- \| ----------------- \| \| 3 \| Michael Dixon \| PG \| 1º dicembre 1990 (26 anni) \| 1,86 m \| AEK Atene \| \| 4 \| Giorgi Gamq'relidze \| P \| 4 febbraio 1986 (31 anni) \| 1,83 m \| BC Titebi \| \| 6 \| Anatoli Boisa \| AP \| 9 settembre 1983 (33 anni) \| 1,94 m \| Kutaisi \| \| 7 \| Zaza Pachulia \| C \| 10 febbraio 1984 (33 anni) \| 2,11 m \| G.S. Warriors \| \| 8 \| Giorgi Tsintsadze \| P \| 7 febbraio 1986 (31 anni) \| 1,93 m \| Kutaisi \| \| 9 \| Giorgi Shermadini \| C \| 2 aprile 1989 (28 anni) \| 2,17 m \| Andorra \| \| 10 \| Duda Sanadze \| GA \| 25 luglio 1992 (25 anni) \| 1,96 m \| Primorska \| \| 11 \| Manuchar Markoishvili \| G \| 17 novembre 1986 (30 anni) \| 1,97 m \| Darüşşafaka \| \| 17 \| Mikheil Berishvili \| AG \| 4 dicembre 1987 (29 anni) \| 1,97 m \| Dinamo Tbilisi \| \| 23 \| Tornike Shengelia \| AG \| 5 ottobre 1991 (25 anni) \| 2,06 m \| Saski Baskonia \| \| 35 \| Goga Bitadze \| C \| 20 luglio 1999 (18 anni) \| 2,10 m \| Mega Belgrado \| \| 99 \| Ilia Londaridze \| C \| 15 settembre 1989 (27 anni) \| 2,05 m \| Dinamo Tbilisi \| * Statura media: 2,00 m, età media: 28 anni. Allenatore: Īlias Zouros Assistenti: Jurica Golemac, Konstantine Tugushi |                       |       |                             |          |                   |
| N. | Giocatore             | Ruolo | Data di nascita (età)*      | Altezza* | Squadra 2016-2017 |
| 3 | Michael Dixon         | PG    | 1º dicembre 1990 (26 anni)  | 1,86 m   | AEK Atene         |
| 4 | Giorgi Gamq'relidze   | P     | 4 febbraio 1986 (31 anni)   | 1,83 m   | BC Titebi         |
| 6 | Anatoli Boisa         | AP    | 9 settembre 1983 (33 anni)  | 1,94 m   | Kutaisi           |
| 7 | Zaza Pachulia         | C     | 10 febbraio 1984 (33 anni)  | 2,11 m   | G.S. Warriors     |
| 8 | Giorgi Tsintsadze     | P     | 7 febbraio 1986 (31 anni)   | 1,93 m   | Kutaisi           |
| 9 | Giorgi Shermadini     | C     | 2 aprile 1989 (28 anni)     | 2,17 m   | Andorra           |
| 10 | Duda Sanadze          | GA    | 25 luglio 1992 (25 anni)    | 1,96 m   | Primorska         |
| 11 | Manuchar Markoishvili | G     | 17 novembre 1986 (30 anni)  | 1,97 m   | Darüşşafaka       |
| 17 | Mikheil Berishvili    | AG    | 4 dicembre 1987 (29 anni)   | 1,97 m   | Dinamo Tbilisi    |
| 23 | Tornike Shengelia     | AG    | 5 ottobre 1991 (25 anni)    | 2,06 m   | Saski Baskonia    |
| 35 | Goga Bitadze          | C     | 20 luglio 1999 (18 anni)    | 2,10 m   | Mega Belgrado     |
| 99 | Ilia Londaridze       | C     | 15 settembre 1989 (27 anni) | 2,05 m   | Dinamo Tbilisi    |

### Italia
| La selezione è stata comunicata il 25 agosto. Davide Pascolo infortunato è stato sostituito da Filippo Baldi Rossi. Quindi la squadra è composta da:: \| N. \| Giocatore \| Ruolo \| Data di nascita (età)* \| Altezza* \| Squadra 2016-2017 \| \| -- \| ------------------- \| ----- \| -------------------------- \| -------- \| ----------------- \| \| 0 \| Daniel Hackett \| G \| 19 dicembre 1987 (29 anni) \| 1,97 m \| Olympiakos \| \| 3 \| Marco Belinelli \| G \| 25 marzo 1986 (31 anni) \| 1,96 m \| Charlotte Hornets \| \| 4 \| Pietro Aradori \| GA \| 9 dicembre 1988 (28 anni) \| 1,94 m \| Pall. Reggiana \| \| 5 \| Ariel Filloy \| P \| 11 marzo 1987 (30 anni) \| 1,90 m \| Reyer Venezia \| \| 6 \| Paul Biligha \| C \| 31 maggio 1990 (27 anni) \| 2,00 m \| Vanoli Cremona \| \| 9 \| Nicolò Melli \| AG \| 26 gennaio 1991 (26 anni) \| 2,05 m \| Bamberger \| \| 12 \| Marco Cusin \| C \| 28 febbraio 1985 (32 anni) \| 2,11 m \| Scandone Avellino \| \| 20 \| Andrea Cinciarini \| P \| 21 giugno 1986 (31 anni) \| 1,93 m \| Olimpia Milano \| \| 23 \| Awudu Abass \| AP \| 27 gennaio 1993 (24 anni) \| 2,00 m \| Olimpia Milano \| \| 24 \| Filippo Baldi Rossi \| AP \| 26 ottobre 1991 (25 anni) \| 2,07 m \| Aquila Trento \| \| 32 \| Christian Burns \| AC \| 4 settembre 1985 (31 anni) \| 2,03 m \| Brescia \| \| 70 \| Luigi Datome \| AP \| 27 novembre 1987 (29 anni) \| 2,03 m \| Fenerbahçe \| * Statura media: 2,00 m, età media: 29 anni. Allenatore: Ettore Messina Assistenti: Giordano Consolini, Stefano Sacripanti |                     |       |                            |          |                   |
| N. | Giocatore           | Ruolo | Data di nascita (età)*     | Altezza* | Squadra 2016-2017 |
| 0 | Daniel Hackett      | G     | 19 dicembre 1987 (29 anni) | 1,97 m   | Olympiakos        |
| 3 | Marco Belinelli     | G     | 25 marzo 1986 (31 anni)    | 1,96 m   | Charlotte Hornets |
| 4 | Pietro Aradori      | GA    | 9 dicembre 1988 (28 anni)  | 1,94 m   | Pall. Reggiana    |
| 5 | Ariel Filloy        | P     | 11 marzo 1987 (30 anni)    | 1,90 m   | Reyer Venezia     |
| 6 | Paul Biligha        | C     | 31 maggio 1990 (27 anni)   | 2,00 m   | Vanoli Cremona    |
| 9 | Nicolò Melli        | AG    | 26 gennaio 1991 (26 anni)  | 2,05 m   | Bamberger         |
| 12 | Marco Cusin         | C     | 28 febbraio 1985 (32 anni) | 2,11 m   | Scandone Avellino |
| 20 | Andrea Cinciarini   | P     | 21 giugno 1986 (31 anni)   | 1,93 m   | Olimpia Milano    |
| 23 | Awudu Abass         | AP    | 27 gennaio 1993 (24 anni)  | 2,00 m   | Olimpia Milano    |
| 24 | Filippo Baldi Rossi | AP    | 26 ottobre 1991 (25 anni)  | 2,07 m   | Aquila Trento     |
| 32 | Christian Burns     | AC    | 4 settembre 1985 (31 anni) | 2,03 m   | Brescia           |
| 70 | Luigi Datome        | AP    | 27 novembre 1987 (29 anni) | 2,03 m   | Fenerbahçe        |

### Germania
| La selezione, comunicata il 27 agosto, è composta da:: \| N. \| Giocatore \| Ruolo \| Data di nascita (età)* \| Altezza* \| Squadra 2016-2017 \| \| -- \| ------------------ \| ----- \| --------------------------- \| -------- \| ----------------- \| \| 4 \| Maodo Lô \| P \| 31 dicembre 1992 (24 anni) \| 1,92 m \| Bamberger \| \| 7 \| Johannes Voigtmann \| C \| 30 settembre 1992 (24 anni) \| 2,09 m \| Saski Baskonia \| \| 8 \| Lucca Staiger \| G \| 14 giugno 1988 (29 anni) \| 1,96 m \| Bamberger \| \| 9 \| Karsten Tadda \| G \| 2 novembre 1988 (28 anni) \| 1,90 m \| Ulma \| \| 10 \| Daniel Theis \| AC \| 4 aprile 1992 (25 anni) \| 2,04 m \| Bamberger \| \| 12 \| Robin Benzing \| AP \| 25 gennaio 1989 (28 anni) \| 2,08 m \| Saragozza \| \| 17 \| Dennis Schröder \| P \| 15 settembre 1993 (23 anni) \| 1,88 m \| Atlanta Hawks \| \| 18 \| İsmet Akpınar \| P \| 22 maggio 1995 (22 anni) \| 1,90 m \| Alba Berlino \| \| 22 \| Danilo Barthel \| AC \| 24 ottobre 1991 (25 anni) \| 2,07 m \| Bayern Monaco \| \| 32 \| Johannes Thiemann \| AG \| 9 febbraio 1994 (23 anni) \| 2,05 m \| R. Ludwigsburg \| \| 33 \| Patrick Heckmann \| AP \| 27 febbraio 1992 (25 anni) \| 1,95 m \| Bamberger \| \| 55 \| Isaiah Hartenstein \| AG \| 5 maggio 1998 (19 anni) \| 2,09 m \| Žalgiris Kaunas \| * Statura media: 1,99 m, età media: 25 anni. Allenatore: Chris Fleming Assistenti: Henrik Rödl, Martin Schiller |                    |       |                             |          |                   |
| N. | Giocatore          | Ruolo | Data di nascita (età)*      | Altezza* | Squadra 2016-2017 |
| 4 | Maodo Lô           | P     | 31 dicembre 1992 (24 anni)  | 1,92 m   | Bamberger         |
| 7 | Johannes Voigtmann | C     | 30 settembre 1992 (24 anni) | 2,09 m   | Saski Baskonia    |
| 8 | Lucca Staiger      | G     | 14 giugno 1988 (29 anni)    | 1,96 m   | Bamberger         |
| 9 | Karsten Tadda      | G     | 2 novembre 1988 (28 anni)   | 1,90 m   | Ulma              |
| 10 | Daniel Theis       | AC    | 4 aprile 1992 (25 anni)     | 2,04 m   | Bamberger         |
| 12 | Robin Benzing      | AP    | 25 gennaio 1989 (28 anni)   | 2,08 m   | Saragozza         |
| 17 | Dennis Schröder    | P     | 15 settembre 1993 (23 anni) | 1,88 m   | Atlanta Hawks     |
| 18 | İsmet Akpınar      | P     | 22 maggio 1995 (22 anni)    | 1,90 m   | Alba Berlino      |
| 22 | Danilo Barthel     | AC    | 24 ottobre 1991 (25 anni)   | 2,07 m   | Bayern Monaco     |
| 32 | Johannes Thiemann  | AG    | 9 febbraio 1994 (23 anni)   | 2,05 m   | R. Ludwigsburg    |
| 33 | Patrick Heckmann   | AP    | 27 febbraio 1992 (25 anni)  | 1,95 m   | Bamberger         |
| 55 | Isaiah Hartenstein | AG    | 5 maggio 1998 (19 anni)     | 2,09 m   | Žalgiris Kaunas   |

## Gruppo C

### Croazia
| La selezione, comunicata il 30 agosto, è composta da:: \| N. \| Giocatore \| Ruolo \| Data di nascita (età)* \| Altezza* \| Squadra 2016-2017 \| \| -- \| ---------------- \| ----- \| -------------------------- \| -------- \| ------------------ \| \| 5 \| Filip Krušlin \| G \| 18 marzo 1989 (28 anni) \| 1,99 m \| Cedevita Junior \| \| 6 \| Marko Popović \| G \| 12 giugno 1982 (35 anni) \| 1,85 m \| Fuenlabrada \| \| 7 \| Krunoslav Simon \| G \| 24 giugno 1985 (32 anni) \| 1,97 m \| Olimpia Milano \| \| 9 \| Dario Šarić \| AG \| 8 aprile 1994 (23 anni) \| 2,08 m \| Philadelphia 76ers \| \| 10 \| Roko Ukić \| P \| 5 dicembre 1984 (32 anni) \| 1,96 m \| AEK Atene \| \| 11 \| Luka Žorić \| AC \| 5 novembre 1984 (32 anni) \| 2,11 m \| Real Betis \| \| 12 \| Darko Planinić \| C \| 22 novembre 1990 (26 anni) \| 2,11 m \| Gran Canaria \| \| 15 \| Dragan Bender \| AC \| 17 novembre 1997 (19 anni) \| 2,15 m \| Phoenix Suns \| \| 25 \| Ivan Buva \| AG \| 6 maggio 1991 (26 anni) \| 2,08 m \| Bilbao Berri \| \| 27 \| Ivan Ramljak \| A \| 9 agosto 1990 (27 anni) \| 2,03 m \| Zara \| \| 33 \| Marko Tomas \| GA \| 3 gennaio 1985 (32 anni) \| 2,01 m \| Cedevita Junior \| \| 44 \| Bojan Bogdanović \| GA \| 18 aprile 1989 (28 anni) \| 2,00 m \| Wash. Wizards[26] \| * Statura media: 2,03 m, età media: 28 anni. Allenatore: Aza Petrović Assistenti: Drazen Oreskovic, Ivica Skelin |                  |       |                            |          |                    |
| N. | Giocatore        | Ruolo | Data di nascita (età)*     | Altezza* | Squadra 2016-2017  |
| 5 | Filip Krušlin    | G     | 18 marzo 1989 (28 anni)    | 1,99 m   | Cedevita Junior    |
| 6 | Marko Popović    | G     | 12 giugno 1982 (35 anni)   | 1,85 m   | Fuenlabrada        |
| 7 | Krunoslav Simon  | G     | 24 giugno 1985 (32 anni)   | 1,97 m   | Olimpia Milano     |
| 9 | Dario Šarić      | AG    | 8 aprile 1994 (23 anni)    | 2,08 m   | Philadelphia 76ers |
| 10 | Roko Ukić        | P     | 5 dicembre 1984 (32 anni)  | 1,96 m   | AEK Atene          |
| 11 | Luka Žorić       | AC    | 5 novembre 1984 (32 anni)  | 2,11 m   | Real Betis         |
| 12 | Darko Planinić   | C     | 22 novembre 1990 (26 anni) | 2,11 m   | Gran Canaria       |
| 15 | Dragan Bender    | AC    | 17 novembre 1997 (19 anni) | 2,15 m   | Phoenix Suns       |
| 25 | Ivan Buva        | AG    | 6 maggio 1991 (26 anni)    | 2,08 m   | Bilbao Berri       |
| 27 | Ivan Ramljak     | A     | 9 agosto 1990 (27 anni)    | 2,03 m   | Zara               |
| 33 | Marko Tomas      | GA    | 3 gennaio 1985 (32 anni)   | 2,01 m   | Cedevita Junior    |
| 44 | Bojan Bogdanović | GA    | 18 aprile 1989 (28 anni)   | 2,00 m   | Wash. Wizards      |

### Repubblica Ceca
| La selezione, dopo la rinuncia del ventenne centro del Saragozza Šimon Puršl infortunato in allenamento, è composta da 11 giocatori:: \| N. \| Giocatore \| Ruolo \| Data di nascita (età)* \| Altezza* \| Squadra 2016-2017 \| \| -- \| ---------------- \| ----- \| -------------------------- \| -------- \| ------------------- \| \| 1 \| Patrik Auda \| C \| 29 agosto 1989 (28 anni) \| 2,06 m \| Bàsquet Manresa \| \| 7 \| Vojtěch Hruban \| AP \| 29 agosto 1989 (28 anni) \| 2,02 m \| ČEZ Nymburk \| \| 8 \| Tomáš Satoranský \| PG \| 30 ottobre 1991 (25 anni) \| 2,01 m \| Wash. Wizards \| \| 9 \| Jiří Welsch \| G \| 27 gennaio 1980 (37 anni) \| 1,99 m \| ČEZ Nymburk \| \| 11 \| Lukáš Palyza \| AP \| 10 novembre 1989 (27 anni) \| 2,02 m \| Děčín \| \| 13 \| Jakub Šiřina \| P \| 21 novembre 1987 (29 anni) \| 1,86 m \| Opava \| \| 14 \| Kamil Švrdlík \| AC \| 25 novembre 1986 (30 anni) \| 2,05 m \| Pardubice \| \| 15 \| Martin Peterka \| C \| 12 gennaio 1995 (22 anni) \| 2,05 m \| ČEZ Nymburk \| \| 17 \| Jaromír Bohačík \| A \| 26 maggio 1992 (25 anni) \| 1,97 m \| USK Praga \| \| 31 \| Martin Kříž \| A \| 17 giugno 1993 (24 anni) \| 2,00 m \| ČEZ Nymburk \| \| 71 \| Tomáš Kyzlink \| G \| 18 giugno 1993 (24 anni) \| 1,95 m \| Bourg-en-Bresse[30] \| * Statura media: 2,00 m, età media: 27 anni. Allenatore: Ronen Ginzburg Assistenti: Luboš Bartoň, Lubomír Růžička |                  |       |                            |          |                   |
| N. | Giocatore        | Ruolo | Data di nascita (età)*     | Altezza* | Squadra 2016-2017 |
| 1 | Patrik Auda      | C     | 29 agosto 1989 (28 anni)   | 2,06 m   | Bàsquet Manresa   |
| 7 | Vojtěch Hruban   | AP    | 29 agosto 1989 (28 anni)   | 2,02 m   | ČEZ Nymburk       |
| 8 | Tomáš Satoranský | PG    | 30 ottobre 1991 (25 anni)  | 2,01 m   | Wash. Wizards     |
| 9 | Jiří Welsch      | G     | 27 gennaio 1980 (37 anni)  | 1,99 m   | ČEZ Nymburk       |
| 11 | Lukáš Palyza     | AP    | 10 novembre 1989 (27 anni) | 2,02 m   | Děčín             |
| 13 | Jakub Šiřina     | P     | 21 novembre 1987 (29 anni) | 1,86 m   | Opava             |
| 14 | Kamil Švrdlík    | AC    | 25 novembre 1986 (30 anni) | 2,05 m   | Pardubice         |
| 15 | Martin Peterka   | C     | 12 gennaio 1995 (22 anni)  | 2,05 m   | ČEZ Nymburk       |
| 17 | Jaromír Bohačík  | A     | 26 maggio 1992 (25 anni)   | 1,97 m   | USK Praga         |
| 31 | Martin Kříž      | A     | 17 giugno 1993 (24 anni)   | 2,00 m   | ČEZ Nymburk       |
| 71 | Tomáš Kyzlink    | G     | 18 giugno 1993 (24 anni)   | 1,95 m   | Bourg-en-Bresse   |

### Spagna
| La selezione, comunicata il 22 agosto, è composta da:: \| N. \| Giocatore \| Ruolo \| Data di nascita (età)* \| Altezza* \| Squadra 2016-2017 \| \| -- \| --------------------- \| ----- \| --------------------------- \| -------- \| ------------------ \| \| 4 \| Pau Gasol \| AC \| 6 luglio 1980 (37 anni) \| 2,15 m \| San Antonio Spurs \| \| 6 \| Sergio Rodríguez \| P \| 12 giugno 1986 (31 anni) \| 1,91 m \| Philadelphia 76ers \| \| 7 \| Juan Carlos Navarro \| G \| 13 giugno 1980 (37 anni) \| 1,91 m \| Barcellona \| \| 9 \| Ricky Rubio \| P \| 21 ottobre 1990 (26 anni) \| 1,93 m \| Minnesota T'wolves \| \| 13 \| Marc Gasol \| C \| 29 gennaio 1985 (32 anni) \| 2,15 m \| Memphis Grizzlies \| \| 14 \| Willy Hernangómez \| C \| 27 maggio 1994 (23 anni) \| 2,10 m \| N.Y. Knicks \| \| 15 \| Joan Sastre \| AP \| 10 dicembre 1991 (25 anni) \| 2,01 m \| Valencia \| \| 16 \| Guillem Vives \| P \| 16 giugno 1993 (24 anni) \| 1,92 m \| Valencia \| \| 18 \| Pierre Oriola \| AC \| 25 settembre 1992 (24 anni) \| 2,06 m \| Valencia \| \| 19 \| Fernando San Emeterio \| GA \| 1º gennaio 1984 (33 anni) \| 1,94 m \| Valencia \| \| 21 \| Álex Abrines \| AP \| 1º agosto 1993 (24 anni) \| 1,98 m \| Oklahoma Thunder \| \| 41 \| Juancho Hernangómez \| AG \| 28 settembre 1995 (21 anni) \| 2,06 m \| Denver Nuggets \| * Statura media: 2,01 m, età media: 28 anni. Allenatore: Sergio Scariolo Assistenti: Jenaro Diaz, Jordi Fernandez Torres |                       |       |                             |          |                    |
| N. | Giocatore             | Ruolo | Data di nascita (età)*      | Altezza* | Squadra 2016-2017  |
| 4 | Pau Gasol             | AC    | 6 luglio 1980 (37 anni)     | 2,15 m   | San Antonio Spurs  |
| 6 | Sergio Rodríguez      | P     | 12 giugno 1986 (31 anni)    | 1,91 m   | Philadelphia 76ers |
| 7 | Juan Carlos Navarro   | G     | 13 giugno 1980 (37 anni)    | 1,91 m   | Barcellona         |
| 9 | Ricky Rubio           | P     | 21 ottobre 1990 (26 anni)   | 1,93 m   | Minnesota T'wolves |
| 13 | Marc Gasol            | C     | 29 gennaio 1985 (32 anni)   | 2,15 m   | Memphis Grizzlies  |
| 14 | Willy Hernangómez     | C     | 27 maggio 1994 (23 anni)    | 2,10 m   | N.Y. Knicks        |
| 15 | Joan Sastre           | AP    | 10 dicembre 1991 (25 anni)  | 2,01 m   | Valencia           |
| 16 | Guillem Vives         | P     | 16 giugno 1993 (24 anni)    | 1,92 m   | Valencia           |
| 18 | Pierre Oriola         | AC    | 25 settembre 1992 (24 anni) | 2,06 m   | Valencia           |
| 19 | Fernando San Emeterio | GA    | 1º gennaio 1984 (33 anni)   | 1,94 m   | Valencia           |
| 21 | Álex Abrines          | AP    | 1º agosto 1993 (24 anni)    | 1,98 m   | Oklahoma Thunder   |
| 41 | Juancho Hernangómez   | AG    | 28 settembre 1995 (21 anni) | 2,06 m   | Denver Nuggets     |

### Montenegro
| La selezione, comunicata il 30 agosto, è composta da:: \| N. \| Giocatore \| Ruolo \| Data di nascita (età)* \| Altezza* \| Squadra 2016-2017 \| \| -- \| ------------------- \| ----- \| -------------------------- \| -------- \| ----------------- \| \| 2 \| Tyrese Rice \| P \| 15 maggio 1987 (30 anni) \| 1,85 m \| Barcellona \| \| 4 \| Nikola Vučević \| C \| 24 ottobre 1990 (26 anni) \| 2,13 m \| Orlando Magic \| \| 6 \| Suad Šehović \| G \| 19 febbraio 1987 (30 anni) \| 1,97 m \| Budućnost \| \| 7 \| Nikola Pavličević \| P \| 13 agosto 1988 (29 anni) \| 1,92 m \| Szolnoki Olaj \| \| 8 \| Dino Radončić \| AP \| 8 gennaio 1999 (18 anni) \| 2,02 m \| Real Madrid \| \| 11 \| Marko Todorović \| AG \| 19 aprile 1992 (25 anni) \| 2,09 m \| Chimki \| \| 14 \| Bojan Dubljević \| AG \| 24 ottobre 1991 (25 anni) \| 2,05 m \| Valencia \| \| 15 \| Filip Barović \| C \| 29 luglio 1990 (27 anni) \| 2,07 m \| Telekom Bonn \| \| 17 \| Vladimir Mihailović \| G \| 10 agosto 1990 (27 anni) \| 1,94 m \| EWE Oldenburg \| \| 20 \| Nikola Ivanović \| PG \| 19 febbraio 1994 (23 anni) \| 1,90 m \| Orlandina[35] \| \| 21 \| Nemanja Vranješ \| G \| 11 maggio 1988 (29 anni) \| 1,88 m \| Budućnost \| \| 22 \| Nemanja Djurišić \| AG \| 23 febbraio 1992 (25 anni) \| 2,03 m \| Zielona Góra \| * Statura media: 1,99 m, età media: 26 anni. Allenatore: Bogdan Tanjević Assistenti: Dušan Dubljevic, Bosko Radovic |                     |       |                            |          |                   |
| N. | Giocatore           | Ruolo | Data di nascita (età)*     | Altezza* | Squadra 2016-2017 |
| 2 | Tyrese Rice         | P     | 15 maggio 1987 (30 anni)   | 1,85 m   | Barcellona        |
| 4 | Nikola Vučević      | C     | 24 ottobre 1990 (26 anni)  | 2,13 m   | Orlando Magic     |
| 6 | Suad Šehović        | G     | 19 febbraio 1987 (30 anni) | 1,97 m   | Budućnost         |
| 7 | Nikola Pavličević   | P     | 13 agosto 1988 (29 anni)   | 1,92 m   | Szolnoki Olaj     |
| 8 | Dino Radončić       | AP    | 8 gennaio 1999 (18 anni)   | 2,02 m   | Real Madrid       |
| 11 | Marko Todorović     | AG    | 19 aprile 1992 (25 anni)   | 2,09 m   | Chimki            |
| 14 | Bojan Dubljević     | AG    | 24 ottobre 1991 (25 anni)  | 2,05 m   | Valencia          |
| 15 | Filip Barović       | C     | 29 luglio 1990 (27 anni)   | 2,07 m   | Telekom Bonn      |
| 17 | Vladimir Mihailović | G     | 10 agosto 1990 (27 anni)   | 1,94 m   | EWE Oldenburg     |
| 20 | Nikola Ivanović     | PG    | 19 febbraio 1994 (23 anni) | 1,90 m   | Orlandina         |
| 21 | Nemanja Vranješ     | G     | 11 maggio 1988 (29 anni)   | 1,88 m   | Budućnost         |
| 22 | Nemanja Djurišić    | AG    | 23 febbraio 1992 (25 anni) | 2,03 m   | Zielona Góra      |

### Romania
| La selezione è composta da:: \| N. \| Giocatore \| Ruolo \| Data di nascita (età)* \| Altezza* \| Squadra 2016-2017 \| \| -- \| -------------------- \| ----- \| --------------------------- \| -------- \| ----------------- \| \| 4 \| Andrei Mandache \| PG \| 2 ottobre 1987 (29 anni) \| 1,87 m \| CSM Oradea \| \| 6 \| Cătălin Petrișor \| P \| 9 agosto 1992 (25 anni) \| 1,84 m \| CSM Oradea \| \| 8 \| Radu Paliciuc \| AP \| 13 settembre 1988 (28 anni) \| 2,00 m \| Sibiu \| \| 9 \| Vlad Moldoveanu \| AG \| 11 febbraio 1988 (29 anni) \| 2,06 m \| U Cluj \| \| 10 \| Bogdan Nicolescu \| AP \| 3 gennaio 1997 (20 anni) \| 1,96 m \| CSM Oradea \| \| 11 \| Octavian Calotă-Popa \| P \| 22 novembre 1984 (32 anni) \| 1,89 m \| Sibiu \| \| 13 \| Alexandru Olah \| C \| 15 ottobre 1993 (23 anni) \| 2,12 m \| Mons-Hainaut \| \| 14 \| Titus Nicoară \| AG \| 25 marzo 1988 (29 anni) \| 2,04 m \| CSM Oradea \| \| 15 \| Emanuel Cațe \| C \| 30 luglio 1997 (20 anni) \| 2,07 m \| Real Betis \| \| 25 \| Rolland Torok \| AG \| 25 ottobre 1990 (26 anni) \| 2,03 m \| U Cluj \| \| 26 \| Cătălin Baciu \| C \| 26 agosto 1988 (29 anni) \| 2,14 m \| Steaua Bucarest \| \| 32 \| Nandor Kuti \| AP \| 10 gennaio 1997 (20 anni) \| 1,96 m \| U Cluj \| * Statura media: 2,00 m, età media: 26 anni. Allenatore: Marcel Țenter Assistenti: Claudiu Fometescu, Milorad Perovic |                      |       |                             |          |                   |
| N. | Giocatore            | Ruolo | Data di nascita (età)*      | Altezza* | Squadra 2016-2017 |
| 4 | Andrei Mandache      | PG    | 2 ottobre 1987 (29 anni)    | 1,87 m   | CSM Oradea        |
| 6 | Cătălin Petrișor     | P     | 9 agosto 1992 (25 anni)     | 1,84 m   | CSM Oradea        |
| 8 | Radu Paliciuc        | AP    | 13 settembre 1988 (28 anni) | 2,00 m   | Sibiu             |
| 9 | Vlad Moldoveanu      | AG    | 11 febbraio 1988 (29 anni)  | 2,06 m   | U Cluj            |
| 10 | Bogdan Nicolescu     | AP    | 3 gennaio 1997 (20 anni)    | 1,96 m   | CSM Oradea        |
| 11 | Octavian Calotă-Popa | P     | 22 novembre 1984 (32 anni)  | 1,89 m   | Sibiu             |
| 13 | Alexandru Olah       | C     | 15 ottobre 1993 (23 anni)   | 2,12 m   | Mons-Hainaut      |
| 14 | Titus Nicoară        | AG    | 25 marzo 1988 (29 anni)     | 2,04 m   | CSM Oradea        |
| 15 | Emanuel Cațe         | C     | 30 luglio 1997 (20 anni)    | 2,07 m   | Real Betis        |
| 25 | Rolland Torok        | AG    | 25 ottobre 1990 (26 anni)   | 2,03 m   | U Cluj            |
| 26 | Cătălin Baciu        | C     | 26 agosto 1988 (29 anni)    | 2,14 m   | Steaua Bucarest   |
| 32 | Nandor Kuti          | AP    | 10 gennaio 1997 (20 anni)   | 1,96 m   | U Cluj            |

### Ungheria
La selezione, comunicata il 30 agosto, è composta da::
| N. | Giocatore          | Ruolo | Data di nascita (età)*     | Altezza* | Squadra 2016-2017 |
| -- | ------------------ | ----- | -------------------------- | -------- | ----------------- |
| 4  | András Ruják       | P     | 30 luglio 1988 (29 anni)   | 1,88 m   | Soproni           |
| 5  | Rosco Allen        | AP    | 5 maggio 1993 (24 anni)    | 2,06 m   | Obradoiro         |
| 6  | Ákos Keller        | C     | 28 marzo 1989 (28 anni)    | 2,08 m   | Alba Fehérvár     |
| 7  | Krisztián Wittmann | P     | 22 maggio 1985 (32 anni)   | 1,84 m   | Szolnoki Olaj     |
| 8  | Ádám Hanga         | GA    | 12 aprile 1989 (28 anni)   | 2,00 m   | Saski Baskonia    |
| 9  | Dávid Vojvoda      | G     | 4 settembre 1990 (26 anni) | 1,96 m   | Szolnoki Olaj     |
| 10 | Péter Kovács       | G     | 25 ottobre 1988 (28 anni)  | 1,89 m   | Szolnoki Olaj     |
| 12 | Norbert Tóth       | AG    | 4 settembre 1986 (30 anni) | 2,04 m   | Falco Szombathely |
| 15 | Csaba Ferencz      | G     | 24 maggio 1985 (32 anni)   | 1,94 m   | Körmend           |
| 20 | Zoltán Perl        | G     | 28 luglio 1995 (22 anni)   | 1,94 m   | Universo Treviso  |
| 21 | Kemal Karahodžić   | C     | 26 luglio 1989 (28 anni)   | 2,10 m   | KTE-Duna Aszfalt  |
| 22 | János Eilingsfeld  | A     | 5 febbraio 1991 (26 anni)  | 1,99 m   | Atomerőmű         |

* Statura media: 1,98 m, età media: 28 anni.
Allenatore:  Stojan Ivković
Assistenti: Goran Miljkovic, Peter Por

## Gruppo D

### Regno Unito
| La selezione è composta da:: \| N. \| Giocatore \| Ruolo \| Data di nascita (età)* \| Altezza* \| Squadra 2016-2017 \| \| -- \| ---------------- \| ----- \| --------------------------- \| -------- \| ------------------- \| \| 0 \| Jules Dang-Akodo \| P \| 2 maggio 1996 (21 anni) \| 1,87 m \| S.P. Burgos \| \| 1 \| Kyle Johnson \| G \| 31 dicembre 1988 (28 anni) \| 1,93 m \| London Lightning \| \| 3 \| Ben Mockford \| G \| 18 agosto 1989 (28 anni) \| 1,88 m \| Palma \| \| 4 \| Andrew Lawrence \| P \| 4 giugno 1990 (27 anni) \| 1,88 m \| Châlons-Reims \| \| 5 \| Teddy Okereafor \| P \| 8 novembre 1992 (24 anni) \| 1,93 m \| Pistoia Basket \| \| 10 \| Dan Clark \| C \| 16 settembre 1988 (28 anni) \| 2,08 m \| Murcia[41] \| \| 11 \| Gareth Murray \| A \| 23 settembre 1984 (32 anni) \| 2,01 m \| Glasgow Rocks \| \| 13 \| Eric Boateng \| C \| 20 novembre 1985 (31 anni) \| 2,08 m \| Blois \| \| 19 \| Luke Nelson \| P \| 29 giugno 1995 (22 anni) \| 1,91 m \| UC Irvine Anteaters \| \| 20 \| Kieron Achara \| AC \| 3 luglio 1983 (34 anni) \| 2,08 m \| Glasgow Rocks \| \| 25 \| Gabe Olaseni \| C \| 29 dicembre 1991 (25 anni) \| 2,10 m \| Orléans Loiret[42] \| \| 44 \| Kofi Josephs \| G \| 13 settembre 1991 (25 anni) \| 1,98 m \| Hertener Löwen \| * Statura media: 1,98 m, età media: 27 anni. Allenatore: Joe Prunty Assistenti: Alberto Lorenzo, Nathan Reinking |                  |       |                             |          |                     |
| N. | Giocatore        | Ruolo | Data di nascita (età)*      | Altezza* | Squadra 2016-2017   |
| 0 | Jules Dang-Akodo | P     | 2 maggio 1996 (21 anni)     | 1,87 m   | S.P. Burgos         |
| 1 | Kyle Johnson     | G     | 31 dicembre 1988 (28 anni)  | 1,93 m   | London Lightning    |
| 3 | Ben Mockford     | G     | 18 agosto 1989 (28 anni)    | 1,88 m   | Palma               |
| 4 | Andrew Lawrence  | P     | 4 giugno 1990 (27 anni)     | 1,88 m   | Châlons-Reims       |
| 5 | Teddy Okereafor  | P     | 8 novembre 1992 (24 anni)   | 1,93 m   | Pistoia Basket      |
| 10 | Dan Clark        | C     | 16 settembre 1988 (28 anni) | 2,08 m   | Murcia              |
| 11 | Gareth Murray    | A     | 23 settembre 1984 (32 anni) | 2,01 m   | Glasgow Rocks       |
| 13 | Eric Boateng     | C     | 20 novembre 1985 (31 anni)  | 2,08 m   | Blois               |
| 19 | Luke Nelson      | P     | 29 giugno 1995 (22 anni)    | 1,91 m   | UC Irvine Anteaters |
| 20 | Kieron Achara    | AC    | 3 luglio 1983 (34 anni)     | 2,08 m   | Glasgow Rocks       |
| 25 | Gabe Olaseni     | C     | 29 dicembre 1991 (25 anni)  | 2,10 m   | Orléans Loiret      |
| 44 | Kofi Josephs     | G     | 13 settembre 1991 (25 anni) | 1,98 m   | Hertener Löwen      |

### Russia
| La selezione, comunicata il 30 agosto, è composta da:: \| N. \| Giocatore \| Ruolo \| Data di nascita (età)* \| Altezza* \| Squadra 2016-2017 \| \| -- \| ----------------- \| ----- \| -------------------------- \| -------- \| ----------------- \| \| 1 \| Aleksej Šved \| G \| 16 dicembre 1988 (28 anni) \| 1,95 m \| Chimki \| \| 4 \| Evgenij Baburin \| G \| 4 luglio 1987 (30 anni) \| 1,90 m \| Lokomotiv Kuban' \| \| 7 \| Vitalij Fridzon \| PG \| 14 ottobre 1985 (31 anni) \| 1,95 m \| CSKA Mosca \| \| 8 \| Vladimir Ivlev \| AG \| 28 febbraio 1990 (27 anni) \| 2,07 m \| Lokomotiv Kuban' \| \| 11 \| Semën Antonov \| AG \| 18 luglio 1989 (28 anni) \| 2,02 m \| CSKA Mosca \| \| 12 \| Andrej Zubkov \| A \| 29 giugno 1991 (26 anni) \| 2,05 m \| Lokomotiv Kuban' \| \| 13 \| Dmitrij Chvostov \| G \| 21 agosto 1989 (28 anni) \| 1,90 m \| Lokomotiv Kuban' \| \| 15 \| Timofej Mozgov \| C \| 16 luglio 1986 (31 anni) \| 2,16 m \| L.A. Lakers \| \| 20 \| Andrej Voroncevič \| AG \| 17 luglio 1987 (30 anni) \| 2,07 m \| CSKA Mosca \| \| 22 \| Dmitrij Kulagin \| G \| 1º luglio 1992 (25 anni) \| 1,97 m \| CSKA Mosca \| \| 30 \| Michail Kulagin \| G \| 4 agosto 1994 (23 anni) \| 1,92 m \| CSKA Mosca \| \| 41 \| Nikita Kurbanov \| A \| 5 ottobre 1986 (30 anni) \| 2,02 m \| CSKA Mosca \| * Statura media: 2,00 m, età media: 28 anni. Allenatore: Sergej Bazarevič Assistenti: Sasa Grujic, Boris Sokolovskij |                   |       |                            |          |                   |
| N. | Giocatore         | Ruolo | Data di nascita (età)*     | Altezza* | Squadra 2016-2017 |
| 1 | Aleksej Šved      | G     | 16 dicembre 1988 (28 anni) | 1,95 m   | Chimki            |
| 4 | Evgenij Baburin   | G     | 4 luglio 1987 (30 anni)    | 1,90 m   | Lokomotiv Kuban'  |
| 7 | Vitalij Fridzon   | PG    | 14 ottobre 1985 (31 anni)  | 1,95 m   | CSKA Mosca        |
| 8 | Vladimir Ivlev    | AG    | 28 febbraio 1990 (27 anni) | 2,07 m   | Lokomotiv Kuban'  |
| 11 | Semën Antonov     | AG    | 18 luglio 1989 (28 anni)   | 2,02 m   | CSKA Mosca        |
| 12 | Andrej Zubkov     | A     | 29 giugno 1991 (26 anni)   | 2,05 m   | Lokomotiv Kuban'  |
| 13 | Dmitrij Chvostov  | G     | 21 agosto 1989 (28 anni)   | 1,90 m   | Lokomotiv Kuban'  |
| 15 | Timofej Mozgov    | C     | 16 luglio 1986 (31 anni)   | 2,16 m   | L.A. Lakers       |
| 20 | Andrej Voroncevič | AG    | 17 luglio 1987 (30 anni)   | 2,07 m   | CSKA Mosca        |
| 22 | Dmitrij Kulagin   | G     | 1º luglio 1992 (25 anni)   | 1,97 m   | CSKA Mosca        |
| 30 | Michail Kulagin   | G     | 4 agosto 1994 (23 anni)    | 1,92 m   | CSKA Mosca        |
| 41 | Nikita Kurbanov   | A     | 5 ottobre 1986 (30 anni)   | 2,02 m   | CSKA Mosca        |

### Serbia
| La selezione, comunicata il 29 agosto, è composta da:: \| N. \| Giocatore \| Ruolo \| Data di nascita (età)* \| Altezza* \| Squadra 2016-2017 \| \| -- \| -------------------- \| ----- \| -------------------------- \| -------- \| ----------------- \| \| 6 \| Milan Mačvan \| AG \| 16 novembre 1989 (27 anni) \| 2,06 m \| Olimpia Milano \| \| 7 \| Bogdan Bogdanović \| G \| 18 agosto 1992 (25 anni) \| 1,97 m \| Fenerbahçe \| \| 11 \| Vladimir Lučić \| A \| 17 giugno 1989 (28 anni) \| 2,02 m \| Bayern Monaco \| \| 12 \| Dragan Milosavljević \| G \| 11 maggio 1989 (28 anni) \| 1,98 m \| Alba Berlino \| \| 14 \| Stefan Birčević \| AG \| 13 dicembre 1989 (27 anni) \| 2,10 m \| Partizan \| \| 15 \| Vladimir Štimac \| C \| 25 agosto 1987 (30 anni) \| 2,11 m \| Beşiktaş \| \| 19 \| Branko Lazić \| GA \| 12 gennaio 1989 (28 anni) \| 1,94 m \| Stella Rossa \| \| 22 \| Vasilije Micić \| P \| 13 gennaio 1994 (23 anni) \| 1,95 m \| Tofaş Bursa \| \| 23 \| Marko Gudurić \| GA \| 8 marzo 1995 (22 anni) \| 1,97 m \| Stella Rossa \| \| 24 \| Stefan Jović \| P \| 3 novembre 1990 (26 anni) \| 1,94 m \| Stella Rossa \| \| 32 \| Ognjen Kuzmić \| C \| 16 maggio 1990 (27 anni) \| 2,13 m \| Stella Rossa \| \| 51 \| Boban Marjanović \| C \| 15 agosto 1988 (29 anni) \| 2,22 m \| Detroit Pistons \| * Statura media: 2,03 m, età media: 27 anni. Allenatore: Aleksandar Đorđević Assistenti: Jovica Antonić, Miroslav Nikolić |                      |       |                            |          |                   |
| N. | Giocatore            | Ruolo | Data di nascita (età)*     | Altezza* | Squadra 2016-2017 |
| 6 | Milan Mačvan         | AG    | 16 novembre 1989 (27 anni) | 2,06 m   | Olimpia Milano    |
| 7 | Bogdan Bogdanović    | G     | 18 agosto 1992 (25 anni)   | 1,97 m   | Fenerbahçe        |
| 11 | Vladimir Lučić       | A     | 17 giugno 1989 (28 anni)   | 2,02 m   | Bayern Monaco     |
| 12 | Dragan Milosavljević | G     | 11 maggio 1989 (28 anni)   | 1,98 m   | Alba Berlino      |
| 14 | Stefan Birčević      | AG    | 13 dicembre 1989 (27 anni) | 2,10 m   | Partizan          |
| 15 | Vladimir Štimac      | C     | 25 agosto 1987 (30 anni)   | 2,11 m   | Beşiktaş          |
| 19 | Branko Lazić         | GA    | 12 gennaio 1989 (28 anni)  | 1,94 m   | Stella Rossa      |
| 22 | Vasilije Micić       | P     | 13 gennaio 1994 (23 anni)  | 1,95 m   | Tofaş Bursa       |
| 23 | Marko Gudurić        | GA    | 8 marzo 1995 (22 anni)     | 1,97 m   | Stella Rossa      |
| 24 | Stefan Jović         | P     | 3 novembre 1990 (26 anni)  | 1,94 m   | Stella Rossa      |
| 32 | Ognjen Kuzmić        | C     | 16 maggio 1990 (27 anni)   | 2,13 m   | Stella Rossa      |
| 51 | Boban Marjanović     | C     | 15 agosto 1988 (29 anni)   | 2,22 m   | Detroit Pistons   |

### Lettonia
| La selezione, comunicata il 28 agosto, è composta da:: \| N. \| Giocatore \| Ruolo \| Data di nascita (età)* \| Altezza* \| Squadra 2016-2017 \| \| -- \| ------------------- \| ----- \| --------------------------- \| -------- \| -------------------- \| \| 6 \| Kristaps Porziņģis \| AG \| 2 agosto 1995 (22 anni) \| 2,18 m \| N.Y. Knicks \| \| 7 \| Jānis Blūms \| PG \| 20 aprile 1982 (35 anni) \| 1,90 m \| VEF Rīga \| \| 8 \| Dāvis Bertāns \| AP \| 12 novembre 1992 (24 anni) \| 2,09 m \| San Antonio Spurs \| \| 9 \| Dairis Bertāns \| G \| 9 settembre 1989 (27 anni) \| 1,92 m \| Darüşşafaka \| \| 10 \| Jānis Timma \| AP \| 2 luglio 1992 (25 anni) \| 2,01 m \| Zenit S. Pietroburgo \| \| 11 \| Rolands Šmits \| A \| 25 giugno 1995 (22 anni) \| 2,07 m \| Fuenlabrada \| \| 12 \| Kristaps Janičenoks \| G \| 14 marzo 1983 (34 anni) \| 1,96 m \| Ventspils \| \| 13 \| Jānis Strēlnieks \| PG \| 1º settembre 1989 (27 anni) \| 1,91 m \| Bamberger \| \| 21 \| Aigars Šķēle \| G \| 4 dicembre 1992 (24 anni) \| 1,92 m \| Ventspils \| \| 24 \| Andrejs Gražulis \| AG \| 21 luglio 1993 (24 anni) \| 2,02 m \| Ventspils \| \| 31 \| Žanis Peiners \| AP \| 2 agosto 1990 (27 anni) \| 2,03 m \| PAOK Salonicco \| \| 33 \| Mārtiņš Meiers \| C \| 30 marzo 1991 (26 anni) \| 2,08 m \| VEF Rīga \| * Statura media: 2,03 m, età media: 27 anni. Allenatore: Ainārs Bagatskis Assistenti: Arnis Vecvagars, Artūrs Visockis-Rubenis |                     |       |                             |          |                      |
| N. | Giocatore           | Ruolo | Data di nascita (età)*      | Altezza* | Squadra 2016-2017    |
| 6 | Kristaps Porziņģis  | AG    | 2 agosto 1995 (22 anni)     | 2,18 m   | N.Y. Knicks          |
| 7 | Jānis Blūms         | PG    | 20 aprile 1982 (35 anni)    | 1,90 m   | VEF Rīga             |
| 8 | Dāvis Bertāns       | AP    | 12 novembre 1992 (24 anni)  | 2,09 m   | San Antonio Spurs    |
| 9 | Dairis Bertāns      | G     | 9 settembre 1989 (27 anni)  | 1,92 m   | Darüşşafaka          |
| 10 | Jānis Timma         | AP    | 2 luglio 1992 (25 anni)     | 2,01 m   | Zenit S. Pietroburgo |
| 11 | Rolands Šmits       | A     | 25 giugno 1995 (22 anni)    | 2,07 m   | Fuenlabrada          |
| 12 | Kristaps Janičenoks | G     | 14 marzo 1983 (34 anni)     | 1,96 m   | Ventspils            |
| 13 | Jānis Strēlnieks    | PG    | 1º settembre 1989 (27 anni) | 1,91 m   | Bamberger            |
| 21 | Aigars Šķēle        | G     | 4 dicembre 1992 (24 anni)   | 1,92 m   | Ventspils            |
| 24 | Andrejs Gražulis    | AG    | 21 luglio 1993 (24 anni)    | 2,02 m   | Ventspils            |
| 31 | Žanis Peiners       | AP    | 2 agosto 1990 (27 anni)     | 2,03 m   | PAOK Salonicco       |
| 33 | Mārtiņš Meiers      | C     | 30 marzo 1991 (26 anni)     | 2,08 m   | VEF Rīga             |

### Turchia
| La selezione è composta da:: \| N. \| Giocatore \| Ruolo \| Data di nascita (età)* \| Altezza* \| Squadra 2016-2017 \| \| -- \| ---------------- \| ----- \| ------------------------- \| -------- \| ----------------- \| \| 2 \| Erkan Veyseloğlu \| AP \| 13 marzo 1983 (34 anni) \| 2,00 m \| Beşiktaş \| \| 4 \| Doğuş Balbay \| P \| 21 gennaio 1989 (28 anni) \| 1,85 m \| Anadolu Efes \| \| 5 \| Sinan Güler \| G \| 8 novembre 1983 (33 anni) \| 1,92 m \| Galatasaray \| \| 6 \| Cedi Osman \| GA \| 8 aprile 1995 (22 anni) \| 2,0 m \| Anadolu Efes \| \| 7 \| Barış Hersek \| AG \| 26 marzo 1988 (29 anni) \| 2,08 m \| Fenerbahçe \| \| 9 \| Semih Erden \| C \| 28 luglio 1986 (31 anni) \| 2,10 m \| Darüşşafaka \| \| 10 \| Melih Mahmutoğlu \| G \| 12 maggio 1990 (27 anni) \| 1,91 m \| Fenerbahçe \| \| 19 \| Furkan Aldemir \| AC \| 9 agosto 1991 (26 anni) \| 2,08 m \| Darüşşafaka \| \| 21 \| Sertaç Şanlı \| C \| 5 agosto 1991 (26 anni) \| 2,14 m \| Beşiktaş \| \| 22 \| Furkan Korkmaz \| GA \| 24 luglio 1997 (20 anni) \| 2,00 m \| Bandırma Banvit \| \| 25 \| Kenan Sipahi \| P \| 26 maggio 1995 (22 anni) \| 1,97 m \| Beşiktaş \| \| 61 \| Göksenin Köksal \| G \| 8 gennaio 1991 (26 anni) \| 1,95 m \| Galatasaray \| * Statura media: 2,00 m, età media: 27 anni. Allenatore: Ufuk Sarıca Assistenti: Erdem Can, Ertuğrul Erdoğan |                  |       |                           |          |                   |
| N. | Giocatore        | Ruolo | Data di nascita (età)*    | Altezza* | Squadra 2016-2017 |
| 2 | Erkan Veyseloğlu | AP    | 13 marzo 1983 (34 anni)   | 2,00 m   | Beşiktaş          |
| 4 | Doğuş Balbay     | P     | 21 gennaio 1989 (28 anni) | 1,85 m   | Anadolu Efes      |
| 5 | Sinan Güler      | G     | 8 novembre 1983 (33 anni) | 1,92 m   | Galatasaray       |
| 6 | Cedi Osman       | GA    | 8 aprile 1995 (22 anni)   | 2,0 m    | Anadolu Efes      |
| 7 | Barış Hersek     | AG    | 26 marzo 1988 (29 anni)   | 2,08 m   | Fenerbahçe        |
| 9 | Semih Erden      | C     | 28 luglio 1986 (31 anni)  | 2,10 m   | Darüşşafaka       |
| 10 | Melih Mahmutoğlu | G     | 12 maggio 1990 (27 anni)  | 1,91 m   | Fenerbahçe        |
| 19 | Furkan Aldemir   | AC    | 9 agosto 1991 (26 anni)   | 2,08 m   | Darüşşafaka       |
| 21 | Sertaç Şanlı     | C     | 5 agosto 1991 (26 anni)   | 2,14 m   | Beşiktaş          |
| 22 | Furkan Korkmaz   | GA    | 24 luglio 1997 (20 anni)  | 2,00 m   | Bandırma Banvit   |
| 25 | Kenan Sipahi     | P     | 26 maggio 1995 (22 anni)  | 1,97 m   | Beşiktaş          |
| 61 | Göksenin Köksal  | G     | 8 gennaio 1991 (26 anni)  | 1,95 m   | Galatasaray       |

### Belgio
| La selezione, comunicata il 22 agosto, è composta da:: \| N. \| Giocatore \| Ruolo \| Data di nascita (età)* \| Altezza* \| Squadra 2016-2017 \| \| -- \| --------------------- \| ----- \| -------------------------- \| -------- \| ----------------- \| \| 4 \| Manu Lecomte \| P \| 16 agosto 1995 (22 anni) \| 1,80 m \| Baylor Bears \| \| 5 \| Sam Van Rossom \| P \| 3 giugno 1986 (31 anni) \| 1,88 m \| Valencia \| \| 7 \| Axel Hervelle \| AC \| 12 maggio 1983 (34 anni) \| 2,04 m \| Bilbao Berri \| \| 8 \| Jean-Marc Mwema \| AG \| 5 dicembre 1989 (27 anni) \| 1,95 m \| Ostenda \| \| 9 \| Jonathan Tabu \| P \| 7 ottobre 1985 (31 anni) \| 1,84 m \| Bilbao Berri \| \| 10 \| Quentin Serron \| P \| 25 febbraio 1990 (27 anni) \| 1,90 m \| BCM Gravelines \| \| 12 \| Jean Salumu \| A \| 26 luglio 1990 (27 anni) \| 1,93 m \| Ostenda \| \| 13 \| Pierre-Antoine Gillet \| AG \| 16 aprile 1991 (26 anni) \| 2,01 m \| Ostenda \| \| 14 \| Maxime De Zeeuw \| AG \| 26 aprile 1987 (30 anni) \| 2,06 m \| EWE Oldenburg \| \| 16 \| Kevin Tumba \| C \| 23 febbraio 1991 (26 anni) \| 2,06 m \| Spirou Charleroi \| \| 19 \| Ismaël Bako \| AC \| 10 ottobre 1995 (21 anni) \| 2,08 m \| Lovanio Bears \| \| 22 \| Vincent Kesteloot \| A \| 23 marzo 1995 (22 anni) \| 2,02 m \| Ostenda \| * Statura media: 1,96 m, età media: 27 anni. Allenatore: Eddy Casteels Assistenti: Thierry Declercq, Roel Moors |                       |       |                            |          |                   |
| N. | Giocatore             | Ruolo | Data di nascita (età)*     | Altezza* | Squadra 2016-2017 |
| 4 | Manu Lecomte          | P     | 16 agosto 1995 (22 anni)   | 1,80 m   | Baylor Bears      |
| 5 | Sam Van Rossom        | P     | 3 giugno 1986 (31 anni)    | 1,88 m   | Valencia          |
| 7 | Axel Hervelle         | AC    | 12 maggio 1983 (34 anni)   | 2,04 m   | Bilbao Berri      |
| 8 | Jean-Marc Mwema       | AG    | 5 dicembre 1989 (27 anni)  | 1,95 m   | Ostenda           |
| 9 | Jonathan Tabu         | P     | 7 ottobre 1985 (31 anni)   | 1,84 m   | Bilbao Berri      |
| 10 | Quentin Serron        | P     | 25 febbraio 1990 (27 anni) | 1,90 m   | BCM Gravelines    |
| 12 | Jean Salumu           | A     | 26 luglio 1990 (27 anni)   | 1,93 m   | Ostenda           |
| 13 | Pierre-Antoine Gillet | AG    | 16 aprile 1991 (26 anni)   | 2,01 m   | Ostenda           |
| 14 | Maxime De Zeeuw       | AG    | 26 aprile 1987 (30 anni)   | 2,06 m   | EWE Oldenburg     |
| 16 | Kevin Tumba           | C     | 23 febbraio 1991 (26 anni) | 2,06 m   | Spirou Charleroi  |
| 19 | Ismaël Bako           | AC    | 10 ottobre 1995 (21 anni)  | 2,08 m   | Lovanio Bears     |
| 22 | Vincent Kesteloot     | A     | 23 marzo 1995 (22 anni)    | 2,02 m   | Ostenda           |